# Izraelská kosmická agentura

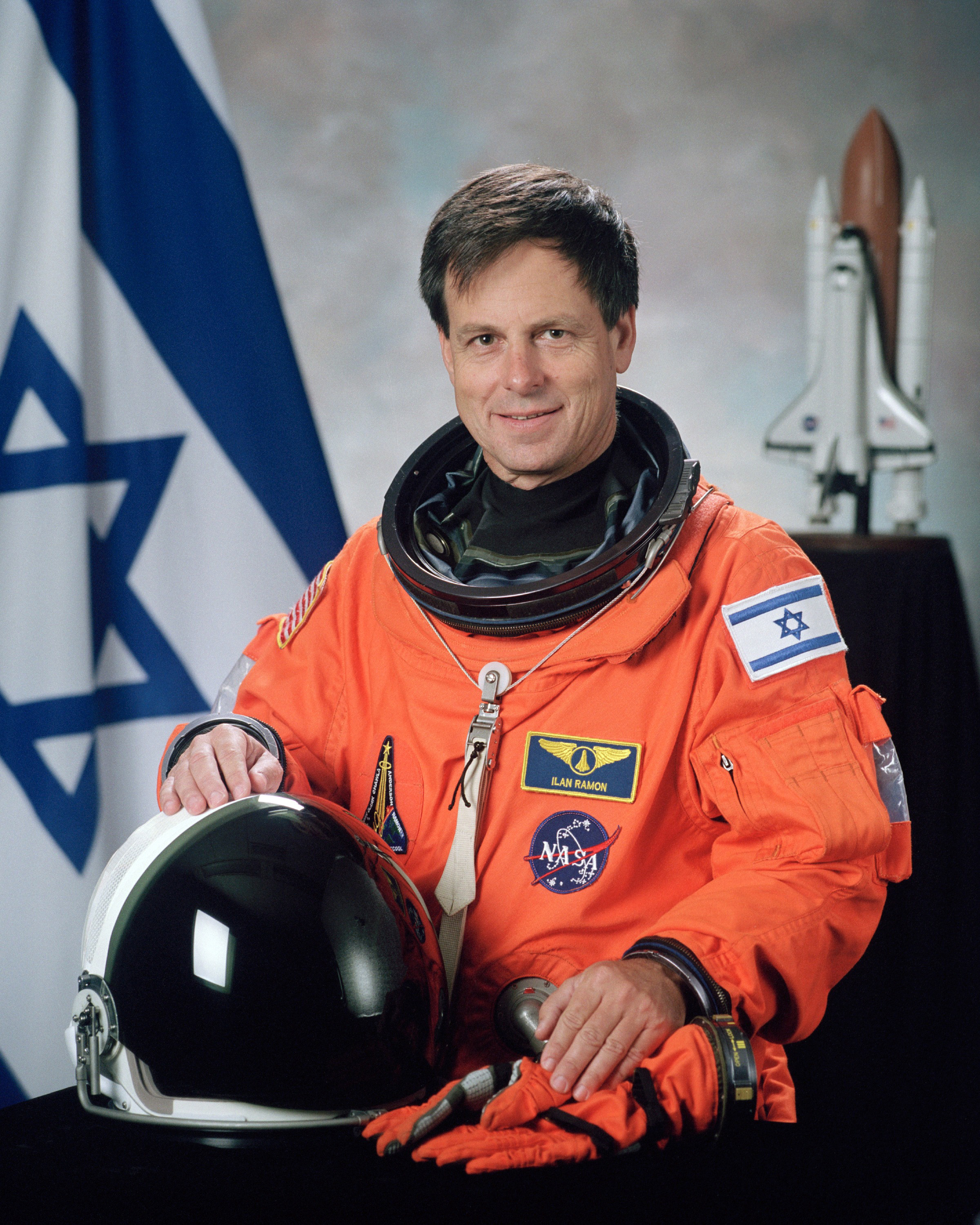
Ilan Ramon, první izraelský kosmonaut, který zahynul při nehodě raketoplánu Columbia

Izraelská kosmická agentura (hebrejsky: סוכנות החלל הישראלית, Sochnut ha-Halal ha-Jisraelit) je izraelská státní agentura zabývající se vesmírem. Z anglického názvu Israel Space Agency je odvozena zkratka organizace ISA.

## Historie
Agentura byla založena v červnu roku 1983 jako hlavní koordninátorka kosmického programu Izraele navazující na Národní úřad pro kosmický výzkum (National Committee for Space Research, NCSR), který byl založen v roce 1960.
Izrael vstoupil do vesmíru vysláním prvního satelitu roku 1988, jednalo se o řadu Ofek. Významnou událostí byl v roce 2003 tragický zánik raketoplánu Columbia, na jehož palubě zahynul první izraelský kosmonaut, plukovník Ilan Ramon.

## Současný program
Kosmická agentura je zaměřena na vývoj a vysílání vojenských a komerčních družic do vesmíru. Na rozdíl od většiny kosmických agentur jsou její hlavní náplní vojenské a komerční projekty. Ve vědecké oblasti se na rok 2009 plánuje vynesení vesmírného dalekohledu TAUVEX (Tel Aviv University Ultraviolet Explorer), který má sloužit k výzkumu v oblasti ultrafialového záření. Projekt je připravován ve spolupráci s Indií.

## Zázemí
ISA má dobré zázemí v podobě vyspělého izraelského průmyslu. Izrael je dále tradičním silným spojencem USA, a proto ISA spolupracuje také s americkou NASA. Roční rozpočet agentury je pouhý milion dolarů. Tato částka nezahrnuje finanční prostředky pro projekt Venus (zhruba 7 milionů dolarů) a 70 milionů dolarů, které každoročně od Spojených států získá izraelský vojenský program. Komerční projekty jsou financované z jiných rozpočtů.